# دنل داینامیکس
دنل داینامیکس (انگلیسی: Denel Dynamics) با نام سابق کنترون، یک شرکت زیرمجموعه تولید محصولات نظامی و جنگ‌افزار در کشور آفریقای جنوبی است.